# Медалі СРСР
В цій статті подано список медалей, що існували за часів Союз Радянських Соціалістичних Республік.

## МедальСоюз Радянських Соціалістичних Республік
| Дата встановлення | Найменування | Зображення | Планка |
| ----------------- | --- | ---------- | ------ |
| 24 січня 1938     | ювілейна медаль «XX років Робітничо-Селянській Червоній Армії»                                                                   |            |        |
| 17 жовтня 1938    | медаль «За відвагу» |            |        |
| 17 жовтня 1938    | медаль «За бойові заслуги» |            |        |
| 27 грудня 1938    | медаль «За трудову доблесть» |            |        |
| 27 грудня 1938    | медаль «За трудову відзнаку» |            |        |
| 1 серпня 1934     | медаль «Золота Зірка» Героя Радянського Союзу                                                                                    |            |        |
| 22 травня 1940    | золота медаль «Серп і Молот» Героя Соціалістичної Праці                                                                          |            |        |
| 22 грудня 1942    | медаль «За оборону Ленінграда»                                                                                                   |            |        |
| 22 грудня 1942    | медаль «За оборону Одеси» |            |        |
| 22 грудня 1942    | медаль «За оборону Севастополя»                                                                                                  |            |        |
| 22 грудня 1942    | медаль «За оборону Сталінграда»                                                                                                  |            |        |
| 2 лютого 1943     | медаль «Партизанові Вітчизняної війни» 1-го та 2-го ступенів                                                                     |            |        |
| 3 березня 1944    | медаль Ушакова |            |        |
| 3 березня 1944    | медаль Нахімова |            |        |
| 1 травня 1944     | медаль «За оборону Кавказу» |            |        |
| 1 травня 1944     | медаль «За оборону Москви» |            |        |
| 8 липня 1944      | Медаль материнства 1-го та 2-го ступенів                                                                                         |            |        |
| 5 грудня 1944     | медаль «За оборону Радянського Заполяр'я»                                                                                        |            |        |
| 9 травня 1945     | медаль «За перемогу над Німеччиною у Великій Вітчизняній війні 1941—1945 рр.»                                                    |            |        |
| 6 червня 1945     | медаль «За доблесну працю у Великій Вітчизняній війні 1941—1945 рр.»                                                             |            |        |
| 9 червня 1945     | медаль «За взяття Берліна» |            |        |
| 9 червня 1945     | медаль «За взяття Будапешта» |            |        |
| 9 червня 1945     | медаль «За взяття Відня» |            |        |
| 9 червня 1945     | медаль «За взяття Кенігсберга»                                                                                                   |            |        |
| 9 червня 1945     | медаль «За визволення Белграда»                                                                                                  |            |        |
| 9 червня 1945     | медаль «За визволення Варшави»                                                                                                   |            |        |
| 9 червня 1945     | медаль «За визволення Праги» |            |        |
| 30 вересня 1945   | медаль «За перемогу над Японією»                                                                                                 |            |        |
| 10 вересня 1947   | медаль «За відбудову вугільних шахт Донбасу»                                                                                     |            |        |
| 20 вересня 1947   | медаль «В пам'ять 800-річчя Москви»                                                                                              |            |        |
| 22 лютого 1948    | ювілейна медаль «30 років Радянській Армії та Флоту»                                                                             |            |        |
| 18 травня 1948    | медаль «За відбудову підприємств чорної металургії Півдня»                                                                       |            |        |
| 13 липня 1950     | медаль «За відзнаку в охороні державного кордону СРСР»                                                                           |            |        |
| 1 листопада 1950  | медаль «За відмінну службу з охорони громадського порядку»                                                                       |            |        |
| 20 жовтня 1956    | медаль «За освоєння цілинних земель»                                                                                             |            |        |
| 16 лютого 1957    | медаль «За порятунок потопаючих»                                                                                                 |            |        |
| 16 травня 1957    | медаль «В пам'ять 250-річчя Ленінграда»                                                                                          |            |        |
| 31 жовтня 1957    | медаль «За відвагу на пожежі» |            |        |
| 18 грудня 1957    | ювілейна медаль «40 років Збройних Сил СРСР»                                                                                     |            |        |
| 21 червня 1961    | медаль «За оборону Києва» |            |        |
| 7 травня 1965     | ювілейна медаль «20 років перемоги у Великій Вітчизняній війні 1941—1945 рр.»                                                    |            |        |
| 20 листопада 1967 | ювілейна медаль «50 років радянській міліції»                                                                                    |            |        |
| 26 грудня 1967    | ювілейна медаль «50 років Збройних Сил СРСР»                                                                                     |            |        |
| 5 листопада 1969  | ювілейна медаль «За доблесну працю (За військову доблесть). В ознаменування 100-річчя з дня народження Володимира Ілліча Леніна» |            |        |
| 18 січня 1974     | медаль «Ветеран праці» |            |        |
| 28 жовтня 1974    | медаль «За відзнаку у військовій службі» 1-го та 2-го ступенів                                                                   |            |        |
| 25 квітня 1975    | ювілейна медаль «30 років перемоги у Великій Вітчизняній війні 1941—1945 рр.»                                                    |            |        |
| 20 травня 1976    | медаль «Ветеран Збройних Сил СРСР»                                                                                               |            |        |
| 8 жовтня 1976     | медаль «За будівництво Байкало-Амурської магістралі»                                                                             |            |        |
| 30 вересня 1977   | медаль «За перетворення Нечорнозем'я РРФСР»                                                                                      |            |        |
| 28 січня 1978     | ювілейна медаль «60 років Збройних Сил СРСР»                                                                                     |            |        |
| 28 липня 1978     | медаль «За освоєння надр і розвиток нафтогазового комплексу Західного Сибіру»                                                    |            |        |
| 25 травня 1979    | медаль «За зміцнення бойової співдружності»                                                                                      |            |        |
| 10 травня 1982    | медаль «В пам'ять 1500-річчя Києва»                                                                                              |            |        |
| 12 квітня 1985    | ювілейна медаль «40 років перемоги у Великій Вітчизняній війні 1941—1945 рр.»                                                    |            |        |
| 28 січня 1988     | ювілейна медаль «70 років Збройних Сил СРСР»                                                                                     |            |        |

### Відомча медаль «За бездоганну службу»
Рішення про заснування медалі було прийнято Указом Президії Верховної Ради СРСР від 14 вересня 1957 року. Медаль заснована спільним наказом Міністра оборони СРСР, Міністра внутрішніх справ СРСР та Голови Комітету державної безпеки СРСР від 25 січня 1958 року.
| Дата встановлення | Найменування                                              | Зображення | Планка |
| ----------------- | --------------------------------------------------------- | ---------- | ------ |
| 25 січня 1958     | медаль «За бездоганну службу» 1-го, 2-го та 3-го ступенів |            |        |